# Autostop

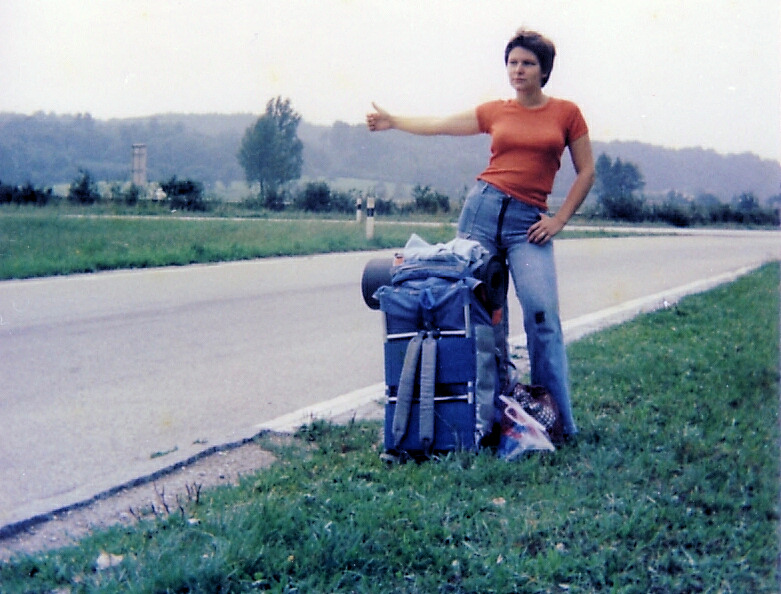
Autostoppista negli anni settanta, mostra il pollice, simbolo convenzionale di richiesta di autostop.

L'autostop è una forma di trasporto che consiste nel chiedere un passaggio ad altri viaggiatori, generalmente provvisti di veicoli motorizzati, come automobili o autocarri, più di rado motociclette.
Nella prassi più comune, l'autostoppista sul ciglio della strada chiede alle vetture private di fermarsi e di fornire il trasporto gratuitamente.
Chiedendo passaggi in successione, è inoltre possibile effettuare anche lunghi viaggi in autostop.

## Terminologia
Il termine autostop, per designare la pratica sociologica, è internazionalmente diffuso nell'Europa continentale (Francia, Italia, Germania, Spagna, Europa orientale) dove comunque spesso si affianca al corrispondente termine in lingua locale (trampen in Germania, liften nei Paesi Bassi, liftning in Svezia).
Negli Stati Uniti, in Gran Bretagna e, in generale, nei paesi anglofoni, è invece totalmente sostituito dal termine hitch-hiking.

## Sociologia

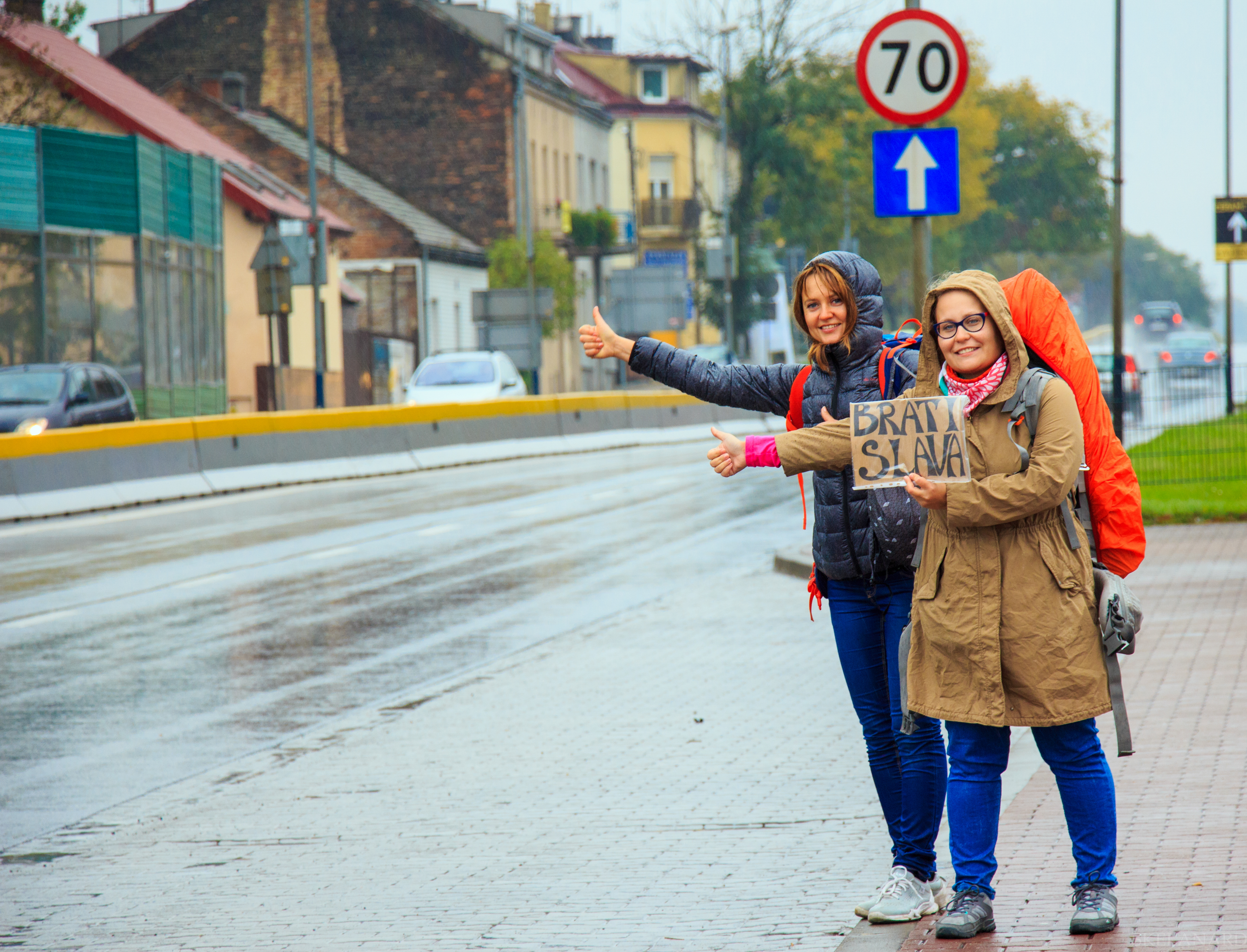
Due autostoppiste a Cracovia, in Polonia

I motivi che spingono le persone a viaggiare mediante autostop sono soprattutto tre: necessità (ristrettezza di fondi o mancanza di mezzi); spirito di avventura (l'autostop consente di incontrare persone sconosciute e aggiunge imprevedibilità ai tempi e alle tappe del viaggio); ambientalismo ed efficienza del trasporto.

## Problematiche connesse

### Sicurezza individuale e incertezze
L'autostop non è esente da rischi ed è inoltre abbastanza faticoso e, soprattutto, imprevedibile: il viaggiatore-autostoppista non sa mai con certezza in quale luogo dormirà la notte, né è in grado di prevedere i tempi di spostamento; tali incertezze diventano ingredienti della miscela avventurosa di questo tipo di viaggio.

### Sicurezza stradale
La pratica dell'autostop può incontrare delle limitazioni legali o incorrere in divieti, per esigenze connesse alla fluidità della circolazione e alla sicurezza stradale.
In Italia, ad esempio, l'autostop è vietato sulle strade a scorrimento veloce, come, ad esempio, le autostrade.

## Forme organizzate
Per ovviare ad alcuni dei problemi connessi alla sua pratica, l'autostop ha conosciuto forme di organizzazione.

### Autostop organizzato
Per minimizzare le incertezze e offrire una sorta di sicurezza in più che manca nell'autostop classico, sono sorte associazioni di autostop organizzato, la maggioranza delle quali richiede il pagamento di una quota annuale, o mensile.

### Autostop via internet
Esistono siti internet detti di "autostop organizzato", sui quali organizzare i viaggi in un modo simile all'autostop di strada. In questi siti è possibile sia segnalare che si ha intenzione di intraprendere un viaggio e si hanno posti liberi in macchina, oppure che si cerca un passaggio per andare in una determinata destinazione.
Se si trova un posto disponibile può essere un modo molto pratico ed economico per viaggiare, con eliminazione dei tempi di attesa ai bordi della strada. È anche possibile, in questo modo, organizzare passaggi regolari. Di norma, ma non sempre, è previsto un piccolo contributo economico da parte di chi viene trasportato.

## Nella cultura di massa

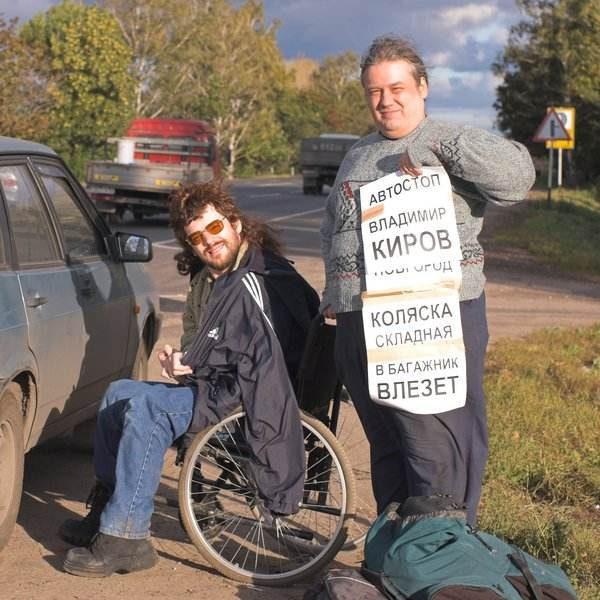
Tentativo di autostop da parte di un invalido. Russia

L'autostop è presente in molti prodotti della cultura di massa.
Nel romanzo di Jack Kerouac Sulla strada (1957), con al centro le vicissitudini di Dean Moriarty, riconosciuto come uno dei manifesti della Beat Generation, l'autostop è spesso utilizzato lungo tutta la trama.
La popolare saga Guida galattica per gli autostoppisti di Douglas Adams, iniziata nel 1978, pone al centro della narrazione una particolare guida turistica ad hoc per esplorare l'universo.
Roger Waters, ex bassista e cantante dei Pink Floyd, ha dedicato all'autostop un intero album, The Pros and Cons of Hitch Hiking (1984), letteralmente "Vantaggi e svantaggi dell'autostop".
Il film horror The Hitcher - La lunga strada della paura, il suo sequel e il suo remake hanno al centro della vicenda un autostoppista psicopatico.